# Katja Breitenfellner
Katja Breitenfellner (* 1. Januar 1997) ist eine ehemalige deutsche Radsportlerin, die auf Straße und Bahn aktiv ist.

## Sportliche Laufbahn
2014 wurde Katja Breitenfellner gemeinsam mit Isabell Seif, Laura Süßemilch und Sofie Mangertseder deutsche Vize-Meisterin in der Mannschaftsverfolgung. Im Jahr darauf errang sie in der Juniorinnen-Klasse die Silbermedaille in der Einerverfolgung sowie die Bronzemedaille im Punktefahren. Gemeinsam mit Isabell Seif, Laura Süßemilch und Franziska Brauße errang sie den Junioren-Titel in der Mannschaftsverfolgung. Im selben Jahr startete sie bei den Junioren-Bahnweltmeisterschaften in Astana, nachdem sie im Jahr zuvor als Ersatzfahrerin nominiert worden war.
2016 wurde Breitenfellner mit Sofie Mangertseder, Tatjana Paller und Laura Süßemilch den nationalen Titel in der Mannschaftsverfolgung der Elite. Bei den Deutschen Straßen-Radmeisterschaften im selben Jahr belegte sie im Straßenrennen Platz 25.

## Erfolge
2015
- Deutsche Junioren-Meisterin – Mannschaftsverfolgung (mit Franziska Brauße, Isabell Seif und Laura Süßemilch)

2016
- Deutsche Meisterin – Mannschaftsverfolgung (mit Tatjana Paller, Sofie Mangertseder und Laura Süßemilch)